# Gare de Minami-Funabashi
La gare de Minami-Funabashi (南船橋駅, Minami-Funabashi-eki) est une gare ferroviaire japonaise de la ville de Funabashi, dans la préfecture de Chiba. La gare est gérée par la East Japan Railway Company (JR East).

## Situation ferroviaire
La gare de Minami-Funabashi est située au point kilométrique (PK) 26,0 de la ligne Keiyō. Un raccord permet à certains trains d'aller sur la ligne Musashino.

## Histoire
La gare a été inaugurée le 3 mars 1986.

## Service des voyageurs

### Accueil
La gare dispose d'un bâtiment voyageurs, avec guichets, ouvert tous les jours.

### Desserte
- Ligne Keiyō :
  - voie 1 : direction Soga
  - voie 4 : direction Tokyo

- Ligne Musashino (services interconnectés) :
  - voies 2 à 4 : direction Nishi-Funabashi et Shin-Matsudo